# 혁명대중운동
혁명대중운동(프랑스어: Mouvement Populaire de la Révolution; MPR 무브망 포퓔레르 드 라 레볼루숑; 엠페에르[*])은 자이르를 일당제로 통치했던 극우 정당이었다. 자이르의 독재자 모부투 세세 세코가 창당하여 모든 권한을 독점했다. 1967년 창당되어 1997년 해산되었다.